# Villegas
Villegas – gmina w Hiszpanii, w prowincji Burgos, w Kastylii i León, o powierzchni 24,59 km². W 2011 roku gmina liczyła 101 mieszkańców.